# Sinan Kurt (Fußballspieler, 1995)
Sinan Kurt (* 2. März 1995 in Moers) ist ein deutschtürkischer Fußballspieler.

## Karriere
Kurt durchlief die Jugendmannschaften der Vereine FC Schalke 04 und VfB Hüls und eroberte sich bereits als 18-Jähriger einen Stammplatz in der ersten Mannschaft der Hülser in der Oberliga Westfalen 2013/14. Im Sommer 2014 wechselte er zum VfL Bochum II. Nach einer Saison und 23 Ligaeinsätzen zog er zu Rot-Weiß Oberhausen weiter.
Ab dem Sommer 2016 setzte er seine Karriere in der Türkei fort und spielte für den Erstligisten Osmanlıspor FK. Für die Saison 2017/18 wurde er über ein Leihgeschäft an den Drittligisten Bugsaşspor abgegeben.
Von 2019 bis 2022 gehörte er Adana Demirspor an, mit dem er am Saisonende 2020/21 in die höchste Spielklasse im türkischen Fußball aufstieg.
Seit der Saison 2022/23 ist er für den Zweitligisten Eyüpspor aktiv.

## Erfolge
- Meister 2. Liga 2021 und Aufstieg in die Süper Lig